# Nephodia perimede
Nephodia perimede är en fjärilsart som beskrevs av Druce 1893. Nephodia perimede ingår i släktet Nephodia och familjen mätare. Inga underarter finns listade i Catalogue of Life.